# Honningscher Hof

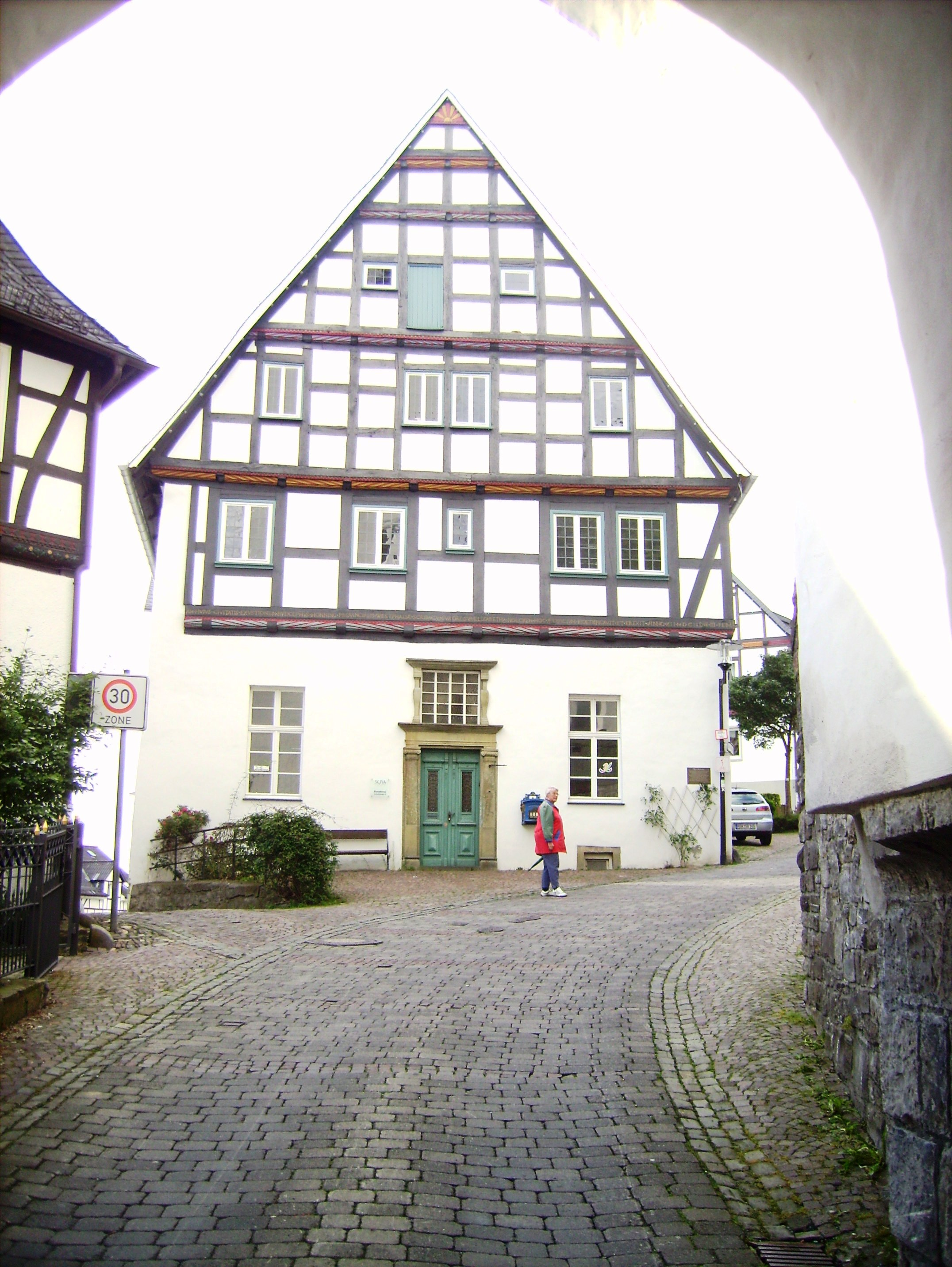
Der Honningsche Hof 2011

Der Honningsche Hof (Haus Honning) ist ein denkmalgeschütztes Gebäude aus dem Jahr 1601 in der Altstadt von Arnsberg.

## Geschichte und Baubeschreibung
Der Bau mit Hinterhaus (Schlossstraße 3 und 5) steht direkt hinter der Durchfahrt des Glockenturms in der Arnsberger Altstadt. Auf der einen Seite läuft die Schlossstraße und an der anderen die Soester Straße vorbei.
Der heutige Bau ist Nachfolger eines älteren Gebäudes. Dieses wurde durch den Stadtbrand von 1600 zerstört. Darüber berichtet eine lateinische Inschrift am Hinterhaus: "AMOR DOMINI FONS VITAE QVintVs ILLVXIt IVnLL sol ante CalenDas est tota In fragILes arnsberga reDaCta falVILLas" (d. h. "Die Liebe zum Herrn ist die Quelle des Lebens. Als die fünfte Sonne vor den Kalenden des Juni (28. Mai) aufging, wurde ganz Arnsberg in Schutt und Asche verwandelt.") Aus dem Chronogramm ergibt sich die Jahreszahl 1600.
Bauhistorische Untersuchungen am Hinterhaus legen nahe, dass die nordwestlichen Teile des Baukomplexes auf Teile eines alten Wehrturms oder eines Burgmannshauses zurückgehen. Darauf weist die Anlage des Gewölbes und das teilweise über zwei Meter dicke Mauerwerk im unteren Bereich hin. Der Eingang zum Keller von der Soester Straße aus, könnte zu diesem Vorgängerbau gehört haben.
Das mehrgeschossige Haupthaus weist ein massives Erdgeschoss auf. Auf der Frontseite befindet sich ein repräsentativer mit Pilastern geschmückter Eingang, Darüber erhebt sich ein teilweise in Fachwerkbauweise ausgeführtes Obergeschoss. Zwischen Erd- und Obergeschoss befindet sich über aufwändig geschnitzten Füllhölzern eine lateinische Inschrift. Diese lautet in der Übersetzung: "Nach dem Brand dieser Stadt haben der Westfälische Landschreiber Rudolf Honning und seine Ehefrau Elisabeth Nolcken dieses Gebäude am 3. Februar 1601 wieder aufgebaut." Bemerkenswert ist der mehrfach vorkragende Fachwerkgiebel. Das Hinterhaus wurde quer an das Haupthaus angebaut. Auch dieses ist als Fachwerkgiebelhaus ausgeführt.
Ob in dem Haus der Dreikönigsschrein nach der Besetzung Köln durch die Franzosen zur Zeit der Koalitionskriege zeitweise untergebracht war, ist unklar. Haupthaus und Hinterhaus prägen zusammen die Eingangssituation in die Arnsberger Altstadt stark mit. Die Stadt Arnsberg erwarb das Honningsche Haus 1969. Das Hinterhaus blieb in Privatbesitz. Erste Renovierungen beider Teilbauten erfolgten in den 1970er Jahren. Dabei wurden unter anderem die Fachwerkfassade des Hauses Schlossstraße 3 wieder sichtbar gemacht. Im Jahr 1984 wurden beide Häuser in die Denkmalliste der Stadt Arnsberg (DL 150, DL 104) aufgenommen.
Weitere Renovierungsarbeiten erfolgten 1987/88. Zusätzliche Arbeiten wurden 2003/2004 nötig, als sich herausstellte, dass unter anderem die tragende Fachwerkschwelle morsch war. Es wurde ein neuer etwa 10 m langer Eichenbalken eingebaut und mit der ursprünglichen Inschrift versehen. Auch weitere Bauteile wurde erneuert.
Im Honningschen Hof befand sich lange Jahre das Atelier des Künstlers Udo Wollmeiner und war Sitz der Künstlergruppe Sepia. Nach einer Zeit des Leerstandes wurde der Honningsche Hof von der Stadt an einen privaten Besitzer verkauft. Dieser plant dort eine Wohnnutzung. Das Innere wird denkmalgerecht saniert und es wird wenn möglich der Ursprungszustand wieder hergestellt.